# Gymnaspis aechmeae
Gymnaspis aechmeae är en insektsart som beskrevs av Robert Newstead 1898. Gymnaspis aechmeae ingår i släktet Gymnaspis och familjen pansarsköldlöss. Inga underarter finns listade i Catalogue of Life.